# Enneilles
Cet article court présente un sujet plus développé dans : Grande-Eneille et Petite-Eneille.
Enneilles (ou Les Enneilles) est le nom de l'entité formée par les hameaux de Grande-Eneille et Petite-Eneille, situés sur le territoire de la commune de Durbuy, section de Grandhan, dans la province de Luxembourg en Belgique.